# Don Mattingly
Donald Arthur „Don“ Mattingly (* 20. April 1961 in Evansville, Indiana) ist ein ehemaliger US-amerikanischer Baseballspieler in der Major League Baseball (MLB). Seit 2023 ist er der Bench Coach der Toronto Blue Jays. Sein Spitzname ist Donnie Baseball.

## Biografie
Don Mattingly wurde ab der Saison 1984 Stammspieler der New York Yankees auf der Position des First Baseman. Bereits als High-School-Spieler galt er als eines der größten Talente in den USA. Da die meisten Major-League-Teams dachten, er würde das College besuchen, konnten ihn die Yankees in der 19. Runde des Amateur-Drafts 1979 verpflichten. Durch überzeugende Leistungen in den Minor Leagues kam er am 8. September 1982 zu seinem ersten Einsatz in den Big Leagues. 1983 spielte er wechselweise 1. Base oder im Outfield. Herausragende Leistungen zeigte er dann 1984. Er gewann den Titel für den besten Schlagdurchschnitt mit .343 und ließ seinen Mannschaftskollegen Dave Winfield hinter sich. Mattingly war der erste linkshändige Schlagmann der Yankees, der besser als .340 schlug seit Lou Gehrig.
1985 gewann er den MVP-Titel der American League. 1987 stellte er mit sechs Grand-Slam-Homeruns in einer Saison einen neuen Rekord auf. Kurioserweise blieben dies die einzigen sechs in der Karriere Mattinglys. Mit Homeruns in acht aufeinanderfolgenden Spielen stellte er den Rekord von Dale Long aus dem Jahr 1956 ein. Ebenso gewann er von 1985 bis 1989 fünfmal den Gold Glove Award.
Ab der Saison 1990 kämpfte Mattingly mit Rückenproblemen, die seine Leistungen etwas minimierten. Nur 1994, als der Spielerstreik die Saison frühzeitig beendete, schlug er nochmals über 30 %. In seinem letzten Jahr als Spieler stand 1995 die einzige Playoff-Teilnahme mit den Yankees für ihn an. Die Yankees unterlagen den Seattle Mariners mit 2:3, obwohl sie die beiden ersten Spiele gewonnen hatten und Mattingly einen Schlagdurchschnitt von über 41 % aufwies. Somit ist Mattingly einer der wenigen großen Yankee-Spieler, die keinen Titel aufweisen können.
Offiziell trat Mattingly 1997 zurück, bestritt aber schon 1996, dem Jahr, in dem die Yankees ihre erste World Series seit 1978 gewinnen konnten, kein Spiel mehr. Am 31. August 1997 errichteten die Yankees eine Plakette für Don Mattingly im Monument Park und vergeben seitdem seine Nummer 23 nicht mehr. Von 2003 bis 2007 arbeitete Mattingly als Hitting Coach für die Yankees. 2008 ging er zusammen mit Manager Joe Torre zu den Los Angeles Dodgers und war dort ebenfalls als Hitting Coach tätig. Mit der Saison 2011 übernahm Mattingly die Position des Managers bei den Dodgers, die er bis zum Ende der Saison 2015 innehatte.
Von 2016 bis 2022 war er Manager der Miami Marlins. 2020 wurde er zum Manager of the Year in der National League gewählt.
Seit der Saison 2023 hält er die Position des Bench Coach bei den Toronto Blue Jays.